# Отравление фосфорорганическими соединениями
Отравле́ние фо́сфороргани́ческими соедине́ниями — остроразвивающееся патологическое состояние, которое без оказания своевременной и адекватной медицинской помощи может нанести существенный ущерб здоровью, либо привести к смерти пострадавшего.

## Этиология
ФОС (фосфорорганические соединения) — весьма распространённая группа соединений, используемых в качестве бытовых и сельскохозяйственных инсектицидов, а также в качестве боевых отравляющих веществ.
Вещества, входящие в эту группу многочисленны, но наиболее распространены: дихлофос, тиофос, хлорофос, карбофос, метафос, пирофос, ДФФ, зарин, зоман, VX и другие. Токсичность препаратов колеблется в широких пределах и зависит от пути поступления яда в организм.

## Патогенез
Токсическое действие ФОС на организм человека и животных заключается в связывании холинэстеразы — фермента, разрушающего ацетилхолин. Таким образом, в организме возникает избыточное возбуждение ацетилхолином холинреактивных структур (не исключается и прямое воздействие ФОС на эти структуры), приводящее к:
- спазму гладкой мускулатуры (бронхов, ЖКТ, круговой мышцы зрачка);
- усилению секреции железистого аппарата ЖКТ, слёзных, слюнных, потовых, бронхиальных желез;
- развитию брадикардии и гипотонии (возбуждение М-холинореактивных структур сердечной мышцы);
- развитию гиперкатехоламинемии (временный подъём артериального давления);
- развитию мелкофибриллярных периферических мышечных судорог;
- поражению ЦНС (головная боль, развитие эйфории, сменяемой нарушениями сознания вплоть до развития глубокой комы, а также генерализованными судорогами [с вовлечением большого количества мышечной ткани пострадавшего]).

## Клиническая картина
Первые признаки отравления — головная боль, слюнотечение, слезотечение, обильное потоотделение, головокружение, слабость в нижних конечностях. В более тяжёлых случаях присоединяется рвота, одышка, сужение зрачков, падение артериального давления, болезненность печени, общие клонические и тонические судороги, непроизвольная дефекация и мочеиспускание, коматозное состояние.

## Лечение
Препаратом экстренной помощи является атропин или другой аналогичный м-холиноблокатор. В аптечке индивидуальной АИ-2 антидот — афин, находится в красном шприц-тюбике, вводится при первых признаках отравления во внутреннюю поверхность бедра (В АИ-4 заменён на АЛ-85 (Пеликсим)). В первые часы эффективно применение реактиваторов холинэстеразы: дипироксим, изонитрозин. При невозможности применения реактиваторов холинэстеразы — атропин вводится до появления лёгких признаков его передозировки (гиператропинизация): сухость во рту, расширение зрачков.